# Alexander Sergejewitsch Schtscherbakow

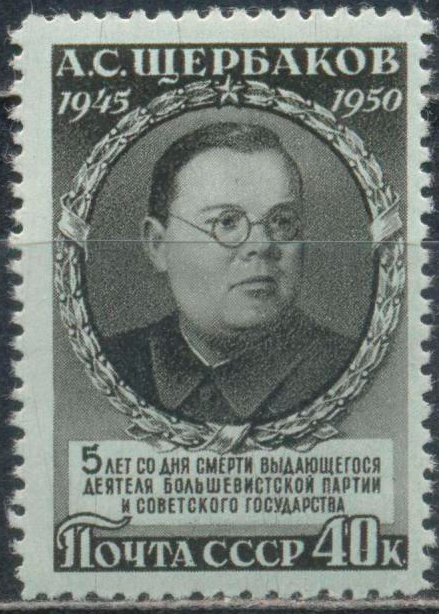
Gedenkbriefmarke von Alexander Sergejewitsch Schtscherbakow (1950).

Alexander Sergejewitsch Schtscherbakow (russisch Александр Сергеевич Щербаков, wissenschaftliche Transliteration Aleksandr Sergeevič Ščerbakov; * 27. Septemberjul. / 10. Oktober 1901greg. in Rusa, Oblast Moskau, Russisches Kaiserreich; † 10. Mai 1945 in Moskau) war ein sowjetischer Politiker der Kommunistischen Partei der Sowjetunion (KPdSU), der unter anderem 1934 zum Sekretär des Schriftstellerverbandes der UdSSR gewählt wurde und zwischen 1936 und 1945 Sekretär verschiedener Gebietskomitees der KPdSU war. Er war zwischen 1941 und seinem Tode 1945 Kandidat des Politbüros der KPdSU und bestimmte als Generaloberst und Leiter des politischen Hauptdirektoriums während des Zweiten Weltkrieges die politische Bildung innerhalb der Roten Armee. Zuletzt war er von 1943 bis 1945 Leiter der Abteilung für Information des Zentralkomitees (ZK) der KPdSU.

## Leben

### Studien, Deputierter des Obersten Sowjet und ZK-Mitglied
Alexander Sergejewitsch Schtscherbakow, der aus einer Arbeiterfamilie stammte, verließ die Schule als Zwölfjähriger und begann 1914 seine berufliche Tätigkeit als Arbeiter. Nach der Oktoberrevolution 1917 begann er sein politisches Engagement und trat 1918 der Kommunistischen Partei der Sowjetunion (KPdSU) als Mitglied bei und war zwischen 1918 und 1922 Delegierter auf dem 3. und 4. Kongress des Russischen Kommunistischen Jugendverbandes RKSM, aus dem 1924 der Gesamtsowjetische Leninsche Kommunistische Jugendverband (Komsomol) hervorging. Er begann 1921 ein Studium an der Kommunistische Universität „Jakow Michailowitsch Swerdlow“, das er 1924 beendete. Er war des Weiteren erstmals Delegierter auf dem XVI. Parteitag der WKP (B) (25/26. Juni bis 13. Juli 1930). Nach verschiedenen Funktionen absolvierte er zudem zwischen 1930 und 1932 ein Studium am Institut der Roten Professur und war im Anschluss von 1932 bis 1934 Mitarbeiter des Zentralkomitees der Allunionskommunistischen Partei (Bolschewiki). Er war zudem Delegierter auf dem XVII. Parteitag der WKP (B), der vom 26. Januar bis 10. Februar 1934 in Moskau abgehalten und als „Parteitag der Sieger“ tituliert wurde. Am 1. September 1934 wurde er erster Sekretär des neu gegründeten Schriftstellerverbandes der UdSSR, dessen erster Präsident vom 1. September 1934 bis zu dessen Tode am 18. Juni 1936 Maxim Gorki war.
Im Anschluss wurde Schtscherbakow 1936 Zweiter Sekretär des Parteikomitees von Leningrad und damit Stellvertreter des Ersten Sekretärs Andrei Alexandrowitsch Schdanow. Am 22. Juni 1937 löste er Michail Ossipowitsch Rasumow als Erster Sekretär des Ostsibirischen Regionalkomitees der Allunionskommunistischen Partei (Bolschewiki) in Irkutsk ab und bekleidete diese Funktion bis zu deren Auflösung im Oktober 1937, woraufhin er zwischen Dezember 1937 und seiner Ablösung durch Arkadi Alexandrowitsch Filippow im Mai 1938 Erster Sekretär des daraus hervorgegangenen Irkutsker Regionalkomitees der Allunionskommunistischen Partei war. Er selbst wiederum löste am 8. April 1938 Eduard Karlowitsch Pramnek als Erster Sekretär des Regionalkomitees Stalino der Kommunistischen Partei in der Ukraine ab und verblieb in dieser Funktion bis zu seiner Ablösung durch Pjotr Mitrofanowitsch Ljubawin am 12. November 1938. 1938 wurde er Deputierter des Obersten Sowjet der UdSSR. Am 2. November 1938 wurde er schließlich Nachfolger des im Zuge der Stalinschen Säuberungen verhafteten Alexander Iwanowitsch Ugarow als Erster Sekretär des Moskauer Regionalkomitees der Allunionskommunistischen Partei (Bolschewiki) und hatte dieses Parteiamt bis zu seinem Tode am 10. Mai 1945 inne, woraufhin Georgi Michailowitsch Popow seine Nachfolge antrat. Auf dem XVIII. Parteitag der WKP (B) (10. bis 21. März 1939) zum Mitglied des Zentralkomitees gewählt und gehörte diesem Gremium bis zu seinem Tode an.

### Zweiter Weltkrieg, Kandidat des Politbüros und Generaloberst
Alexander Schtscherbakow wurde am 21. Februar 1941 auf einem Plenum des 18. ZK Kandidat des Politbüros der KPdSU und hatte diese Funktion ebenfalls bis zu seinem Tode inne. Am 12. Juni 1942 übernahm er von Lew Sacharowitsch Mechlis den Posten als Leiter des politischen Hauptdirektoriums der Roten Armee und war als solcher bis zu seinem Tode maßgeblich verantwortlich für die politische Bildung innerhalb der Armee im Deutsch-Sowjetischen Krieg. Zudem war er von Oktober 1942 bis Mai 1943 stellvertretender Volkskommissar für Verteidigung der UdSSR und am 6. Dezember 1942 zum Generalleutnant befördert. Darüber hinaus war er von 1943 bis 1945 war er auch Leiter der Abteilung für internationale Information des Zentralkomitees der Allunionskommunistischen Partei (Bolschewiki) und wurde 1943 auch zum Generaloberst befördert. Für seine Verdienste wurde er drei Mal mit dem Leninorden, dem Suworow-Orden, Kutusoworden und dem Orden des Vaterländischen Krieges ausgezeichnet.
Schtscherbakow verstarb am 10. Mai 1945 – zwei Tage nach der bedingungslosen Kapitulation der Wehrmacht – an einem Herzinfarkt und wurde daraufhin am Roten Platz in der Nekropole an der Kremlmauer beigesetzt. Dem Kardiologen Jakow Giljarijewitsch Etinger wurde ein Fehlbehandlung der Herzerkrankung vorgeworfen. Ihm zu Ehren trug die Stadt Rybinsk zwischen 1946 und 1957 den Namen Schtscherbakow.
Aus seiner Ehe mit Wera Konstantinowna Schtscherbakowa (1902–1948) gingen drei Söhne hervor. Der älteste Sohn Alexander Alexandrowitsch Schtscherbakow (1925–2013) war Oberst sowie Testpilot und bekam den Titel Held der Sowjetunion verliehen. Der zweitälteste Sohn ist der Filmkritiker Konstantin Alexandrowitsch Schtscherbakow (* 1938), während der jüngste Sohn Iwan Alexandrowitsch Schtscherbakow (* 1944) Festkörperphysiker wurde.

## Veröffentlichung
- Unter dem Banner Lenins! Rede auf der Gedächtnisfeier anlässlich des 18. Todestages von Lenin am 21. Januar 1942 in Moskau

## Hintergrundliteratur
- Meyers Großes Personenlexikon, S. 1193, Mannheim 1968